# らーめん再遊記
『らーめん再遊記』（らーめんさいゆうき）は、原作：久部緑郎、作画：河合単による日本の連載中漫画作品。

## 概要
『ビッグコミックスペリオール』（小学館）にて連載中だった同原作、同作画両氏の作品『銀平飯科帳』を休止し、2020年5号（2020年2月14日）から『らーめん才遊記』ドラマ版の放送に合わせて続編として連載を開始した。
現代のラーメン業界とフードビジネスの事情を描く。話数表記は「第〇杯」。
『ラーメン発見伝』、『らーめん才遊記』より長らくカバー及び表題紙に協力としてクレジットされてきた石神秀幸が8巻68杯(話)をもって協力より外れた。
9巻以降は協力者のアナウンスはされておらず、カバー及び表題紙にも協力者のクレジットはされていないが奥付にて大久保一彦が情報協力として、9巻のみ渡邉未央がフードコーディネートとして記載されている。

## あらすじ
ニューウェイブ系ラーメン界のカリスマ芹沢達也は、ラーメンに対する情熱を失いつつあった。
「らあめん清流房」各店やコンサルティング業務の「清流企画」の売り上げは好調で、特に汐見ゆとりが店長を務める「麺屋なでしこ」は年間売り上げが前年度比96%増。しかし、グループ旗艦店である「麺屋せりざわ」は黒字は出しているものの、看板メニューの月替わりラーメンの不調により売り上げの減少が続いていた。
そんな中、芹沢と汐見は、ラーメン評論家から大学教授に転身した有栖涼の『ラーメン論4.0』の出版記念パーティーに招かれる。その席で、世界的グルメガイド「ムシュロン」で二つ星を獲得したラーメン店「東京ガストロノメン」店主・米倉龍大が芹沢を挑発し、これに怒ったゆとりの思いつきで芹沢と米倉による新旧天才ラーメン職人対決が企画された。
対決のお題となったラーメンは、他の料理では味の決め手に使われたりするがラーメンでは一向にメインとして使われてこなかった「お酒を使ったラーメン」。対決が正式に決まったあとも芹沢はラーメンに対する情熱を取り戻せないでいたが、「らーめん厨房どきゅん」店主・武田剛三の言葉で、自分が「好きなラーメンを好きに作りたいだけのイカれたラーメン馬鹿」であることを再認識し、情熱を取り戻す。
対決本番。米倉が純米酒の旨味を中心としてダシやタレを補助とした塩ラーメンを出したのに対し、芹沢が出したのはスタウト、インディア・ペールエール、ランビックの三種のビールを用いた、苦味を全面に押し出したラーメン。苦味というこれまでのラーメンには無い要素を取り入れた芹沢が対決を制する。米倉がラーメンの道へ飛び込んだ切っ掛けが芹沢であったことが発覚し、米倉とも和解する。
その夜、清流企画で祝勝会が開かれるが、ゆとりは米倉の日本酒ラーメンも芹沢のビールラーメンも凡庸な着想でそこそこと言い放つ。傲岸不遜な態度に怒った芹沢の社長命令でゆとりが製作したのは、「酒は酔うためのもの」という持論を元にオレンジワインを使ったアルコールを飛ばしていないラーメンだった。
ゆとりのラーメンに白旗を上げた芹沢は、ゆとりへの社長交代を宣言するのだった。（以上、1巻）

## 登場人物
芹沢達也
スキンヘッドのラーメン職人。シリーズ3作目の本作において、初めて正式に主人公となる。前作、前々作では個人情報はほとんど明かされてはいなかったが、80年代から90年代のプロレス、格闘技好きであることが明かされ、動画を見ているシーンもある。90年代の洋楽に対しても造詣が深く、若い頃はスラッシュメタルに傾倒していた。上記の経緯で社長を引退したものの、その後もらあめん清流房の社用車で移動し、馴染みの取引先に挨拶回りする場面もあるなど、完全に会社と関係が切れているわけではない。社長引退後は「万人の形式の探求」をテーマに掲げつつ昼からサウナや飲酒を楽しんだり、アルバイトや大学の客員講師をやる、ビジネスホテルへ長期宿泊や電動アシスト付き自転車を乗り回すなど余暇を満喫している。また本作ではチェーン店「中華屋ほりでぃ」のタンメンを凡庸な味と評しつつも若い頃から好物にしている、インスタントラーメンの明星チャルメラを幼少期から好んでいる、などといったジャンクフードとしてのラーメンへの愛着も描かれる。前々作、前作でも主張していたが、一部の味覚が鋭い者以外のラーメンマニアを心底軽蔑しており、人間扱いしていない。
本作においては外面内面を問わず全体的に物腰が柔らかくなっている点が見られ、自身でも胸中で「俺も丸くなったもんだ」と独白している。が、不仲の人間同士をわざわざ同席させてお互いに罵り合う様を肴に満面の笑みで酒を飲むなど、本質的な悪辣さは健在。なぜか電動キックボード利用者を執拗に憎悪、蔑視している。
有栖涼
前作、前々作から継続して登場しているラーメン批評家。
本作では中秀大学総合文化学部食文化コースの教授に転身。ラーメン店紹介の仕事はネット上で無料で見れるグルメサイトに譲って、食文化としてのラーメンについて研究を行っている。当人は評論家の立場を捨てた意識はなく食文化学の研究と称して食べ歩きにも熱心で、また彼も芹沢同様プロレスやサブカルに精通している一面を見せることも。
前作までのように「ラーメンを馬鹿にする・悪用する存在に対して激昂し、大魔神と化す」といった設定は見られなくなった。
板倉和文
大学生の傍ら「グルタ」名義でラーメン系ユーチューバーとして活動している青年。実家は「大江戸せあぶら軒」。
家業に対してはラーメンの味は評価していないものの経営面での苦境を気にしており、父親との確執を知らずに知り合った芹沢に再建のアドバイスを求める。店の存続がなった後も芹沢や有栖と交流を持つようになる。動画のコンセプトは「比較分析」でありアマチュアとしては芹沢も評価する水準で、味覚や知識では並みの評論家を上回っている面もある。また実家やプライベートで交流のある店は決して取り上げないというポリシーも持つ。
端正な顔立ちで女性からはよく美少年、イケメンと評される。
性格はいたって温厚な良識人で、普段はアクの強い他の登場人物に振り回されがちだが、喧嘩が非常に強いという意外な一面がある。新幹線内で乗客に絡む4人組の不良に遭遇した時には彼らをデッキへと連れ出し、全員を秒殺して戻ると事もなげに「静かにするようお願いしてきた」と称して、同行していた芹沢と有栖を戦慄させた。

### 清流企画
汐見ゆとり
前作『らーめん才遊記』の主人公で、芹沢が経営する「清流企画」の従業員。その場の思いつきによる勢いで他人の発言を捏造し、一切反省の色を見せないなど非常識ぶりは相変わらず。芹沢の指名で平社員からいきなり社長に就任した。

### ラーメン店関係者
米倉龍大
新世代系ラーメン店の筆頭「東京ガストロノメン」の若き店主。創作麺料理としてのラーメンを一流の食文化に高める目標を掲げ、最高峰と自負しつつも謙遜と向上心をこめて看板メニューの醤油ラーメンを「普通のラーメン」と命名している。「らあめん清流房」の淡口らあめんに衝撃を受けてラーメンの道を志したが、いつしか衰えた芹沢に失望し、暴言を吐いた。
芹沢への複雑な感情を表向きは新世代系VSニューウェイブ系というアングルの演出と嘯く、権威と伝統のブランディングのため塩匠堂を源流とした創作ラーメンを「永友和平リスペクト系」という虚構の系統に位置づけようと目論むなどの計算高い面も持つ。
「中華のイサカ」店主
いわゆる町中華の経営者。 ラーメンに対する情熱を無くした序盤の芹沢が晩酌をしに通っており、供されるラーメンはうまくもまずくもないが、芹沢には「それがいい」と言われている。
「東京ガストロノメン」の「普通のラーメン」と対比し、悪い意味での「普通のラーメン」だが、芹沢が無意識に両者を比較したことが新世代系ラーメン店に対するある発見につながった。
富川剛
「富川麺堂」店主で米倉と公私にわたって交流のある新世代系ラーメン職人のひとり。他の3人とともに芹沢戦で米倉の応援に駆け付け、「永友和平リスペクト系」を提唱するネット番組にもVTRでコメントを寄せている。芹沢に憧れてラーメンの世界に参入したこともあり米倉とどちらを応援すべきか悩ませる、永友を過剰に礼賛せずあくまで過去の実績を称えるなど良くも悪くも裏表のない性格。
千葉周児
「神麺亭」の店主。前々作『ラーメン発見伝』の登場人物で、芹沢と並ぶニューウェイブ系ラーメンのカリスマと称された。
店の経営は順調だったが、芹沢同様にラーメンに対する熱量を失っており、株式を総合外食グループに売却し、ラーメン界からの引退を芹沢と有栖に告げる。
武田剛三
前作、前々作から継続して登場しているラーメン店グループ「らーめん厨房どきゅん」の店主。
グループの売り上げは好調で、本作でも豪快に遊び歩いている。非常識かつ横暴な言動の一方で芹沢にアイデンティティを思い出させる言葉をかけたりゆとりの社長就任を祝う一面を見せる。
なお「どきゅん」のラーメンはシリーズ中「爆食ワイルド系」とされていたが本作にていわゆる二郎系に連なると明示された。
板倉竜司
背脂チャッチャ系ラーメン店「大江戸せあぶら軒」店主で和文の父。
昇り調子の頃に同じく台頭していた芹沢を敵視し、テレビ討論会の場で司会者を篭絡し中華そば原理主義の店主たちも引き込んで彼と清流房のラーメンを面罵したが、3年後に芹沢の報復でラーメンフェスタに出店させられ零落した現状を見せつけられた末屈辱を味わわされており、犬猿の仲。武田にも敵視（見下されて）されており、店に大人げない嫌がらせをされた。
元々は中華料理人でラーメン屋及び背脂系は独立する際に売れる形態として選んだだけでさして思い入れはなく、一人息子の和文経由での芹沢の再建案を他所に店を畳むことを考えていたが、「背脂チャッチャ☆チャーハン亭」に転換した。

### ベジシャキ豚麺堂関係者
朝田史郎
ベジシャキ豚麺堂チェーンを経営する「（株）豚麺堂」の社長。エンターテイナー気質。
加納
ベジシャキ豚麺堂・国道店の元店長。1年ほど前に他店の店長への異動人事が出たことで、これを降格と受け取り辞職。独立してラーメン屋「麺屋かのう」を営むも、客入りが悪くその事で悩んでいる。
創作ラーメン作りの才能は高く店長時代は社内メニューコンテストで何度も優勝しており、レギュラーメニュー化したものもある。また、その創作ラーメンは芹沢からの評価も高い。同時に芹沢からは、一流のアマチュアであり、二流のプロにもなれていないと指摘され、 鹿内との牡蛎ラーメン対決で自身の誤りを改め、朝田の助言もあって店は持ち直した。
鹿内義博
「（株）豚麺堂」の社員でベジシャキ豚麺堂・国道店の現店長。加納とは同期で、加納が店長時代にも国道店で働いていた。加納が異動になったのが、鹿内の朝田社長への密告が原因であると勘違いされ、後述の南をはじめ、加納店長時代から働いていたスタッフとの仲が険悪だが、他のアルバイトとの仲は悪くはない。
口が悪く一言多い性格だがその事を自覚しており、芹沢に対して勤務中に暴言を吐いた事などは勤務時間後に謝罪している。
加納と違って独創的なメニュー作りの才能はなくメニューコンテストでは一度も入賞した事がないが、新人社員研修時代に発案したオイスターソース野菜炒めが当時の店長たちの味付けによって完成し8番目のレギュラーメニューになったことがある。
芹沢に指摘されるまで自覚は無かったが既存のものを改善する能力に長けており、国道店の売上を加納が店長だった時代よりも伸ばしている。芹沢によってその長所をプロデュースされ、直接対決を経て加納と和解した。
南志乃
「（株）豚麺堂」の社員でベジシャキ豚麺堂・国道店のスタッフ。芹沢が入居したアパートと同じアパートに居住している。社内メニューコンテストでも入賞常連。
加納とは恋人関係にあり、「麺屋かのう」の経営が軌道に乗ったら一緒に働く事を約束している。ただ芹沢からは恋人の逆境に対して発破をかけられなかったり、「取り巻き」の筆頭格でもある点など相性はよくないと内心思われている。

### 宇崎彰正とその関係者
宇崎彰正
ニューウェイブ系ラーメン店「創麺 宇崎」および創作麺料理専門店「創麺庵 宇崎」元店主。
約20年前にニューウェイブ系の旗手として台頭し、弟子の平田を通じて知り合った芹沢にとってもよき先達にして同志であったが、芹沢の伸長への焦りもあり「創作麵料理としてのラーメンの確立」を目指して東京から東北地方Q県森陵地域の山間部に移転するも悪立地と3,500から5,000円という値段、ラーメン以外の低品質が原因で失敗、現実を受け入れられぬまま失火で店を全焼させてしまう。その後現場作業員など職を転々とし現在はホームセンター「マルハセ」勤務。
カンナに影響されて再起を決意し「ラーメン職人としての終活」として自販機ラーメンの手伝いをしていた折に芹沢と再会する。カンナの発案で「自販機ラーメン対決」を行い僅差で敗れるもラーメンへの情熱を取り戻し、かつての自店舗の跡地に「豚汁ラーメン食堂 宇崎」を開業した。
芹沢に勝るとも劣らない昭和時代のプロレス好きな一面もあり、度々芹沢と昭和プロレス談義に熱が入ることがあるが、何も知らないカンナに一喝されている。
平田
Q県森陵地域の人気店「めんから食堂」店主。ありきたりだが高品質のラーメンに唐揚げ等の副菜や定食を交えたスタイルの店は、芹沢からも堅実さを評価されている。
大学生当時に軌道に載り始めた頃のらあめん清流房でアルバイトをし、いったんは就職するも宇崎に弟子入りしてラーメン業界に入る。「創麺庵 宇崎」にも参加したが、失敗したという現実を頑なに受け入れない宇崎に怖気づいて逃亡、そのまま地元の居酒屋に就職し所帯も構えたがラーメンへの未練が強く再び脱サラし今の店を開いた。2人ともQ県に留まりながら再会することがなかったが、芹沢を通じて和解した。
大橋カンナ
ホームセンター「マルハセ」勤務。東京の大学への進学を控えていた矢先に祖母が要介護となり、一人親である父の負担を減らすため地元で就職した若い女性。
進路を閉ざされながらも明るく前向きな姿勢で、宇崎とともに担当していた「自販機茶屋」でも自販機ラーメンの改良に取り組んでいた。はじめは鬱陶しがっていた宇崎もやがて心を動かされる。芹沢と宇崎の再会を機に「自販機ラーメン対決」を発案し、「豚汁ラーメン食堂 宇崎」では運営マネージャーを務める。
長谷川権太
（株）マルハセ代表取締役社長。豪快で積極的な性格。
「自販機ラーメン対決」を地元の一大イベントに仕立て、その成功を受けてラーメン店経営に事業拡大を決意し宇崎とカンナを担当者に抜擢する。

### 塩匠堂関係者
永友和平
「塩匠堂」店主。和食出身で当時はジャンクフードの色が強かったラーメン界で一世を風靡した人物で芹沢や有栖も頭が上がらない。しかしその実は自身のラーメンが時代遅れとなっていることに気づかず、スタッフや常連客に信奉者を固めた宗教や信者ビジネスに近い状態になり果てており、それを知っている業界人も波風たてず表向きは持ち上げているにすぎない。さらに米倉の発案したネット番組にてニューウェイブ系や新世代系は彼の精神や魂を受け継いだとする「永友和平リスペクト系」の「教祖」「偶像」として祀り上げられてしまう。
芹沢にとっては開業直後に淡口らあめんを絶賛・激励され、濃口らあめんでの成功後にも問題点を指摘したうえで研鑽を促された恩人でもあり、米倉の企みに表向き乗る形で番組内で赤田のラーメン（スープの原料自体は同一）を食べさせて再起のきっかけにしようとしたが結局は演出の意図を汲んだ人情劇と精神論に終始し、失望する結果に終わった。
赤田圭市
永友の弟子で三鷹「塩匠堂」の店主。半年前に暖簾分けを許されたが評判や売り上げが芳しくなく悩んでいる。
元は目標もラーメンへの興味もなかったフリーターだったが永友に心酔して弟子入りした信奉者。しかし暖簾分け後に疑問を抱くようになり、永友に破門されたことを奇貨として和文の後押しを受けて独立を決意。かねての案と和文の助言で生み出した醤油ラーメンを提供する「麺屋あかだ」として再開した。その後、永友門下という箔がないと厳しいと見た気遣い込みの芹沢の計略で半ば茶番劇とはいえ破門を解かれ一応の和解を果たす。

### 原田正次とその関係者
原田正次
ニューウェイブ系ラーメン店「麺窟王」元店主。
約25年前、天才的な発想を持ち、形に囚われない斬新なラーメンの数々を生み出し、芹沢ら同世代のラーメン店経営者や有栖らフードライターに大きな影響を与えていた。閉店以後ラーメン業界から退き、親身になった女性のヒモとなって定職にもつかない生活を送り続けていた。
芹沢とは出会った当初は同じく採算度外視でラーメンの可能性を追求する同志として意気投合をしたものの、のちに芹沢が折れて味の分からない客向けの濃口らあめんの提供を始めたことを知り、憤慨。袂を分かつこととなった。
芹沢達と20数年ぶりにイベントで再会した後、麺窟王のファンであった小宮山へ店の復活プロジェクトを打診し、店舗の予定地まで決定した段階で佐和子から依頼を受けた芹沢からラーメン対決を持ち掛けられ、一度は許諾するも試合当日になってドタキャン。結局復活プロジェクトも頓挫させてしまう。
佐和子よりこのような店の復活を行おうとして直前で挫折することを繰り返してきたことを聞いた芹沢により、実は麺窟王にて斬新なメニューを作り続けたあまり、『独創的なものつくり』『無化調』に拘り過ぎて旨いラーメンを作るという本質を見失い、自縄自縛に陥ったことで再起を図っては挫折を繰り返していたこと。そしてそれが長期に続いた結果、才能も情熱も失ってしまっているにも関わらず、周囲から忘れられたくないばかりにまだ自分はやれるというパフォーマンスに終始していることを看破され、『エセ夢追い人の中高年フリーターと同じ』と罵倒された結果それを全面的に認めて号泣する。
麺窟王を佐和子が復活させたのを知り駆けつけ、自身が改良を加えたことで芹沢より原田が制作したラーメンで過去一番美味いと評価されたこともあり奮起。店長としてカムバックを果たす。
柴崎佐和子
ショットバー「Sugar SDO」経営者。
原田の10年来の恋人で所謂原田はヒモの関係である。芹沢に「麺窟王」復活のために協力を依頼する。

### 麺屋炎志関係者
杉井大作
「株式会社炎志」社長。
芹沢のことをラーメン職人として尊敬しており、20年ほど前に清流房の特注面が小麦不足で作れなくなった際、自分の店用の小麦を提供したことがあり、それ以来様々な形で芹沢を支援してきた。芹沢が珍しく素直に好意を表す人物。ジョギング中の転倒事故により死去する。
周囲からは人格者のイメージを持たれているが、実際は非常に女癖が悪く無責任な人物。
麺太郎
杉井大作の長男。「株式会社炎志」役員。
ラーメン職人意識が強いが、不器用で腕は悪い。
汁二郎
杉井大作の次男。「株式会社炎志」役員。
経営者意識が強いが、バズ狙いのおかしなメニューばかり考えつくなど方向性がおかしい。
具三郎
杉井大作の三男。「株式会社炎志」役員。
仕事にやる気がなく、女性店員のナンパばかりしている。
貴子
杉井大作の妻。夫の死後、芹沢に会社のコンサルを依頼する。
長年良妻賢母に務めてきたが、実際は激しい気性の人物。
新谷研作
杉井大作が愛人に産ませた隠し子。「イート・エブリシング」社長。父にうり二つの外見。
8年ほど前に独立し、現在は様々なエスニック系麺料理の専門店を手掛けている。
生前の父から死後は会社の全株式を譲るという遺言を預かっていた。父の援助を受けず自分の力だけで事業を興してきたことに誇りを持っていたため本人は乗り気ではなかったが、実質的な買収の形で相続し新社長に就任する。

### その他の人々
小林昌之
アメーバネットTVのプロデューサー。有栖の出版パーティーで汐見に焚きつけられ、芹沢と米倉のラーメン対決番組を企画し実現させる。その後米倉の「永友和平リスペクト系」の提唱に乗り自身の担当する番組で永友和平特集を組む。自らラーメン対決の審査員になったり塩匠堂への評価など味覚やラーメンの知識は高い。
浅倉美玲
森陵文化大学社会学部准教授。有栖の紹介で芹沢を短期講座の講師として招く。
山下
ムシュロン二つ星のフレンチシェフ。宇崎にとっては東京時代の常連客かつ料理人としての同志という「最大の理解者」だったが、その実は「ラーメン好き」を大衆向けの庶民派アピールにしているだけでラーメン職人を内心見下している。芹澤を評価しだして焦らせる、「創麺庵 宇崎」の料理を対面では絶賛しつつ裏で酷評する、そのことを電話で問いただした際に酩酊状態で褒め殺してダメ押しする、と彼の暗転の契機に度々関わっていた。
坪内昭三
ヌルマゴ出版専務取締役。「月刊街食通信」編集長時代に「清流房」「大江戸せあぶら軒」それぞれと深く関わっていたが、因縁が生じた当時には編集部を離れていたためそのことを知らず、板倉に苦境打開のアドバイザーとして芹澤を紹介しようとしてしまう。
芹沢や有栖にとっては駆け出しのころからの恩人であり人格者として慕われていたが、加齢による老化か地位による増長か卑俗な内面を表に出すようになり、下種な猥談を口にして唖然とさせる一幕もあった。
小宮山浩司
外食コンサルタント。「飲食店再生師」と称される実績の持ち主だが内心では顧客に対して嘆息や冷笑の感情を抱いている。元は情報誌のグルメ担当編集者だったが、準備や能力に欠ける店が多い外食産業の実態に落胆していたことと、元来重度のラーメンフリークであり折しもニューウェイブ系退潮の時期だったことが重なりラーメン店開業を決意、コンソメ風牛スープを用いた「牛清湯らーめん」を供する「牛清湯小宮山」を阿佐ヶ谷に開業したが半年で潰してしまった過去を持つ。経営コンサルティングに転身したものの10年たってもその傷心からラーメン店の依頼は受け付けず、また開業直後にラーメンに苦言を呈された芹沢には遺恨を抱えている。芹沢との再会と石井の依頼を契機に和文やまどかと「牛清湯らーめん」の欠点がとろみ不足で一体感に乏しいということを発見し芹沢にその改良版勝負を挑むも、自身が範疇外としていた「あんかけ」を有効活用してきた芹沢側に格の違いと認識の差を見せつけられたが蟠りは解け、また外食コンサルタントがいつの間にか自分の天職になっていたと気付いてラーメン職人への未練も払拭した。
川瀬まどか
小宮山のオフィス「コミヤマ外食研究所」のスタッフで彼の秘書的役割。無類のラーメン好きでありグルタ（和文）の動画のファンでもある。初心な和文を誘惑してからかう小悪魔的な面がある。
石井是政
（株）テンカオフード社長。幅広い飲食店を経営しているが、その一つのうどん屋をラーメン屋へ転換することを芹沢に依頼し、彼から仲介された小宮山が引き受けることとなる。事業全体は好調のため新店では斬新なラーメンでの冒険を所望し、小宮山が依頼そっちのけで「牛清湯らーめん」の改良に勤しんだ末の芹沢との対決では「新店のメニューの改良版の試食会」という体裁で実質の審判役に据えられ、反応は芹沢の側に傾きつつもコンペティションとしては両方を採用した。

## 作中に登場する店
ベジシャキ豚麺堂
ラーメンに野菜炒めを乗せる「ベジシャキ豚麺」が主力商品の中規模ラーメンチェーン店。郊外を中心に着実な成長をしている。野菜炒めは8種類から選択が可能。
大江戸せあぶら軒
90年代の背脂系ブーム時には関東一円に店舗数約20に成長したが数年で全て潰れ、残る本店も現在は再開発で周辺に飲食店が増え存続の危機にあった。
チャーハンが絶品であることに着目した芹沢の発案で背脂トッピングのニンニク醤油チャーハンが中心の「背脂チャッチャ☆チャーハン亭」に転換し繁盛するようになった。
塩匠堂
昭和時代より続く創業35年の老舗で、食材や調理法にこだわり繊細かつ香味油や全粒粉麺など先進的な取り組みをした塩ラーメン店。ニューウェイブ系にも大きな影響を与え作中での創作ラーメンの源流とされる。だが店主の永友が改良を止めてしまいラーメンそのものは20年ほど全く変化がなく特に澄んだスープへの拘泥からダシが弱いが、名店というブランドや情報、名人然とした永友のカリスマ性によって嵩上げされているのが現状（ただし後に「味覚や嗜好は人それぞれであり味自体を好む客もいる」と断りが入る）。その幻想が通用しない弟子の暖簾分け店はいずれも1年から2年で潰れているが、それが「永友の域に達していない」という誤謬を自他ともに抱かせてしまっている。
麺窟王
芹沢のらあめん清流房とほぼ同時期に店のオープンを果たし、ラーメンの可能性を追求するという信念から店のメニューは1週間前後という短期間で創作ラーメンを生み出してはその提供に変更するというスタイルを取っていた。同業者のウケは極めて良かったものの、常連向けの通常メニューは出さないという唯一無二のラーメンを作るという徹底した拘りの強さと客に全く媚びない接客態度、TV関係等媒体での宣伝嫌いなどが祟って店は閑古鳥状態が続き、僅か2年足らずで閉店。
その後、佐和子と和文が復活プロジェクト立ち上げ時に原田が周囲にまかないとして振舞った生姜焼きラーメンをメニューに加えた麺窟王を復活させた。
麺屋炎志
首都圏に18店舗を展開しているチェーン店。商店街の外れや住宅地などの二等立地路線をとっている。味よりもコスパ重視というスタイルで、デフォルトで揚げニンニクが入っているという以外に特に特徴はないライトトンコツラーメンの他、数種類の定食を提供している。近年は黒字は維持しているものの新規顧客が掴めておらず、ジリ貧傾向が続いている。
創業者である杉井大作の死後、新谷研作が後を継ぎ、不振店を手始めに店名を「トンコツにんにくラーメン炎志」と変え新装開店させ、にんにくを使った具や薬味を加えた「にんにく四天王ラーメン」と多種類の卓上調味料による味変を導入した。

## 書誌情報
- 久部緑郎（原作）、河合単（作画）、石神秀幸（協力※8巻収録68杯まで） 『らーめん再遊記』 小学館〈ビッグコミックス〉、既刊13巻（2025年6月30日現在）
  1. 2020年6月8日発売[3]、ISBN 978-4-09-860630-6
  2. 2020年12月25日発売[4]、ISBN 978-4-09-860793-8
  3. 2021年6月30日発売[5]、ISBN 978-4-09-861068-6
  4. 2021年12月28日発売[6]、ISBN 978-4-09-861211-6
  5. 2022年6月30日発売[7]、ISBN 978-4-09-861321-2
  6. 2022年12月28日発売[8]、ISBN 978-4-09-861489-9
  7. 2023年4月28日発売[9]、ISBN 978-4-09-861694-7
  8. 2023年7月28日発売[10]、ISBN 978-4-09-862488-1
  9. 2023年12月27日発売[11]、ISBN 978-4-09-862624-3
  10. 2024年4月30日発売[12]、ISBN 978-4-09-862766-0
  11. 2024年8月30日発売[13]、ISBN 978-4-09-863023-3
  12. 2025年1月30日発売[14]、ISBN 978-4-09-863178-0
  13. 2025年6月30日発売[15]、ISBN 978-4-09-863441-5